# Liste d'écrivains syriens
Cette liste d’écrivains syriens, non exhaustive, à compléter, recense, depuis l’an 700 (arabisation et islamisation bien engagées), en toute langue, en tout lieu, les écrivains du pays ou de la diaspora, ou qui revendiquent au moins partiellement leur appartenance à la culture syrienne. Elle intègre surtout des auteurs de langue arabe et des langues minoritaires (kurde, arménien, autres), mais aussi de langues importées (anglais, français, autres). Sont exclus ceux qui relèvent de littératures antiques ou anciennes (grec, hébreu, latin, persan, syriaque, etc.).

## Liste alphabétique

### A
- Rasha Abbas (1984-), journaliste, nouvelliste, arabe, réfugié en Allemagne
- Hanna Abboud (en) (1937-), traductrice, mythographe, critique en poésie, Literary Criticism Society of the Arab Writers Union
- Mohamed Ali Abdel Jalil (1973-), traducteur (arabe-français), critique, essayiste, calligraphe
- Ammar Abdulhamid (en) (1966-), militant droits humains, Tharwa Foundation
- Abdelkader ibn Muhieddine (1808-1883), émir algérien en exil (1855-1883)
- Ziad Abdullah (en) (1975-), critique de cinéma, scénariste
- Adonis (1930-), poète, essayiste, critique littéraire, en exil (Liban, France)
- Mamdouh Adwan (en) (1941-2004), poète, critique littéraire, dramaturge
- Michel Aflak (1912-1989), politique (Baas), historien, exilé en 1966
- Darin Ahmad (en) (1979-), artiste peintre, poétesse, web design, rédactrice, (Allemagne)
- Rana Ahmad (1985-), militante (féministe, athée)
- Kevork Ajemian he (en) (1932-1998), libano-arménien, journaliste, romancier, éditeur
- Ali al-Abdallah (1950-), journaliste, démocrate, militant droits humains, prisonnier d’opinion (selon Amnest Intl)
- Sa'id al-Afghani (en) (1911-1997), universitaire (langue arabe, littérature), al-Mujaz
- Marie 'Ajami (1888-1965), de famille grecque orthodoxe, journaliste, féministe, salonnière
- Hamid Al Amadi (en) (1692-1756), mufti hanafi, juriste musulman
- Dawud al-Antaki (en) (-1597), médecin, pharmacien, aveugle
- Lujaina Al Aseel (en) (1946-), peintre, illustratrice, supervision artistique en édition enfance
- Hachem al-Atassi (1875-1960), politique, président (1936-1939 et 1950-1951 et 1954)
- Sadiq Jalal al-Azm (1934-2016), philosophe, universitaire
- Qasim bin Muhammad Al-Bakrji (en) (1683-1756), poète
- Mohammad bin Ahmad Al-Ba'uni (en) (1374-1466), imam érudit et vertueux, poète, juriste
- Samar Al Dayyoub (en) (1970-), enseignante, universitaire, critique, essayiste
- Nadia al-Ghazzi (en) (1935-), juriste, présentatrice TV
- Ibn al-Imad al-Hanbali (1623-1679), historien, juriste musulman
- Lina Hawyani al-Hasan (en) (1975-), journaliste, romancière
- Riyad Al-Saleh Al-Hussein (en) (1952-1982), poète et prosateur
- Badawi al-Jabal (en) (1903-1981), poète, politique
- Mahmoud Hasan al-Jasim (en) (1966-), universitaire, romancier
- Tāhir al-Jazā'irī (1852-1920), d’origine arabo-berbère algérienne, réformateur islamique, érudit, Académie arabe de Damas
- Al-Jawbari (en) (-1222)
- Ali al-Jundi (en) (1928-2009), poète, vers-libriste
- Khalaf Ali Alkhalaf (en) (1969-), poète, indépendant, organisateur web, Suède/Arabie saoudite/Grèce/Égypte
- Farès al-Khoury (1877-1962), politique, député chrétien, ministre, président du parlement, diplomate, franc-maçon
- Ghayath Almadhoun (en) (1979-), poète, syro-palestino-suédois
- Mohammed al-Maghout (1934-2006), poète, dramaturge, scénariste, prisonnier, exilé (Liban)
- Abdul Razzaq al-Mahdi (en) (1961-), islamiste, spécialiste en harith et fatwa
- Mohammed Rateb al-Nabulsi (en) (1939-), universitaire (monde musulman), Nabulsi Encyclopedia of Islamic Science
- Ahlam al-Nasr (en) (1980 ?), poétesse (de Daesh)
- Salwa Al Neimi (1951-), journaliste, poétesse, romancière
- Osama Alomar (en) (1968-), poète, nouvelliste, essayiste
- Mansour al-Omari (1979-), journaliste, militant (droits humains), prix PEC 2012, prix Hellman-Hammett 2013
- Abou Khalil al-Qabbani (1835-1903), dramaturge
- Munir al-Rayyes (en) (1901-1992), journaliste, éditeur, propagandiste
- Khalil Alrez (en) (1956-), romancier, traducteur, nouvelliste, dramaturge
- Firas al-Sawwah (en) (1941-), universitaire (sociologie religieuse, mythologie comparée)
- Maqbula al-Shalak (1921-1986), avocate, militante, poétesse, auteure enfance
- Mustafa al-Shihabi (1893-1968), historien, lexicographe, politique, ministre
- Ali Al-Tantawi (1909-1999), universitaire, juriste, écrivain, juge, islamiste
- Munir Altheeb (en) (1942-), érudit, artiste, historien, critique (art, histoire)
- Muhammad al-Yaqoubi (en) (1963-), ouléma,
- Khairy Alzahaby (1946-), romancier, penseur, activiste social-politique libéral indépendant
- Dima Alzayat (en) (1980 ?-), nouvelliste
- Khayr al-Din al-Zirikli (en) (1893-1976), poète, historien, diplomate, nationaliste,
- Nadir Al Zoghbi (en) (1980 ?), nouvelliste, romancier
- Hussein Aoudat (en) (1937-2016), enseignant, journaliste
- Amal Arafa (en) (1970-), actrice, chanteuse, écrivaine
- Nassib Arida (1887-1946), poète, Mahjar, Ligue de la plume
- Raghda Assan (en) (1980 ?-2021, ou Hassan), militante, opposante, romancière
- Vardan Aygektsi (?-1250), arménien, prêtre, fabuliste

### B
- Tarafa Baghajati (en) (1961-), politique, islamiste, European Network Against Racism
- Halim Barakat (en) (1936-), romancier, de famille arabe grecque orthodoxe
- Jamil Mardam Bey (1893-1960), politique
- Salma Mardam Bey (en) (1950 ?-), de famille turco-syrienne, historienne

### C
- Denis Chavis (1750-1800 ?, Dīyūnisūs Shāwīsh), un des traducteurs-adaptateurs des 1001 nuits

### D
- Maria Dadouch (en) (1970-), romancière, auteure enfance
- Kenainah Diab (en) (1948-), romancière, nouvelliste, auteure enfance
- Halla Diyab (en) (1970 ?), scénariste, productrice TV, commentatrice
- Hanna Dyâb (1688-1765 ?), famille chrétienne maronite, moine, voyageur, traducteur des 1001 Nuits…

### E
- Abdulrazak Eid (en) (1950-), réformiste, en exil européen (Déclaration des 99 (2000), Déclaration des 1000 (2001) et Déclaration de Damas (2005))
- Faiz El-Ghusein (en) (1883-1968), notable bédouin du Hauran, Arménie martyrisée (1917)
- Nedaa Elias (en) (1981-), artiste visuel

### F
- Elias Farah (en) (1927-2013), politique (Baas), historien, essayiste, exilé en 1966
- Mariam Faransis (1950-), professeure (linguistique, stylistique) en arabe et en français
- Firas Fayyad (1984-), photographe, scénariste, réalisateur, producteur

### G
- Jean-Pierre Gorkynian (1986-), écrivain, romancier, dramaturge, scénariste et acteur, vivant à Montréal, Québec

### H
- Marwan Habash (en) (1938-), politique, prisonnier (1970-1993), mémorialiste, historien
- Mohamed Habache (1962-), politique, intellectuel, renouveau religieux, enseignant, député, exilé en 2012
- Abdel-Massih Haddad (1890-1963), journaliste, poète, écrivain, Mahjar, Ligue de la plume, journal As-Sayeh
- Haidar Haidar (en) (1936-), romancier, nouvelliste, Le Guépard (1968), Le temps désolé (1973), Un festin pour les algues (1983)...
- Rahme Haider (en) (1886-1935), ‘’princesse Rahme, éducatrice (États-Unis, Canada)
- Golan Haji (en) (1977-), poète, kurde, traducteur, kurde, en exil à Paris
- Rosa Yassin Hassan (1974-), romancière, nouvelliste
- Maha Hassan (1970 ?), kurde, journaliste, romancière, en exil à Paris
- Abdulsalam Haykal (en) (1978-), entrepreneur média, éditeur (à Abu Dhabi), activiste, Young Global Leaders
- Kostaki Homsi (1858-1941, Qustaki al-Himsi), critique littéraire, poète-voyageur, écrivain, Académie arabe de Damas

### I
- Ulfat Idilbi (1912-2007), romancière, essayiste, conférencière
- Ṣidqī ismail (en) (1924-1972), érudit, romancier, dramaturge, journaliste, Conseil suprême des arts, des sciences humaines et sociales, Union des écrivains arabes
- Riad Ismat (1947-2000), critique, narrateur, écrivain de théâtre, homme politique, diplomate

### J
- Mohamed Ali Abdel Jalil (1973-), traducteur, chercheur, essayiste, calligraphe
- Mohammad Jumah (en) (1925-2013), médecin, intellectuel, ministre
- Masoud Juni (en) (1939-1991), poète, romancier

### K
- Rana Kabbani (en) (1958-), syro-britannique, historienne (culture), journaliste, animatrice et productrice TV
- Omar Kaddour (1966-)[1], journaliste, poète, romancier, en exil (France, 2015)
- Umar Rida Kahhala (en) (1905-1987), historien (monde arabe)
- Abd al-Rahman al-Kawakibi (1855-1902), théologien, philosophe, nationaliste arabe, journaliste, essayiste, prisonnier
- Moustafa Khalifé (1948-), romancier, autobiographe, essayiste, prisonnier d’opinion (1982-1994), Al Jazeera
- Dima Khatib (1971-), syro-palestinienne, journaliste, traductrice, poétesse, bloggeuse
- Faisal Khartash (en) (1952-), romancier, nouvelliste
- Colette Khoury (1931-), journaliste, enseignante, poétesse, romancière, diplomate
- Michel Kilo (1940-2021), chrétien, dissident, opposant, prisonnier, exilé (France), Forum démocratique,
- Hanna K. Korany (1870-1898, Hanna Kasbani Kourani), voyageuse, journaliste, conférencière
- Muhammad Kurd Ali (1876-1953), intellectuel, journaliste, linguiste, historien, ministre, Académie arabe de Damas

### L
- Muhydin Lazikani (en) (1951-), poète, penseur, rédacteur en chef, éditeur

### M
- Ghamar Mahmoud (en) (1980-), nouvelliste, romancier, dramaturge
- Nabil Maleh(1936-2016), poète, peintre, scénariste, réalisateur, producteur
- Haytham Manna (en) (1951-), militant (droits humains), Arab Commission for Human Rights, Conseil démocratique syrien
- Ayoub Mansour (en) (1938-2008), nouvelliste, romancier
- Abdallah Marrache (1839-1900), commerçant, écrivain
- Francis Marrache (1835-1873), médecin, poète
- Mariana Marrache (1848-1919), famille melchite, poétesse
- Ossama Mohammed (en) (1954-), scénariste, réalisateur
- Sana Mustafa (en) (1980 ?), activiste, exilée (Canada), Network for Refugee Voices

### N
- Hamida Na'na (1946-), journaliste, féministe
- Orwa Nyrabia (1977-), cinéaste, directeur artistique indépendant, militant (droits humains), Prix George-Polk 2014

### O
- Fathallah Omar (en) (1966-), romancier, dramaturge, scénariste
- Oussama Ibn Mounqidh (1095-1187), prince syrien, soldat, poète, diplomate, historien, Kitab al-I'tibar (en)

### Q
- Ghalia Qabbani (en) (1955 ?), journaliste, nouvelliste, romancière
- Jamal al-Din Qasimi (en) (1866-1914), érudit, pionnier de la renaissance scientifique et religieuse au Levant, restaurateur du Pañchatantra
- Hanan Qassab Hassan (en) (1952-), universitaire (théâtre), directeur de théâtre

### R
- Danny Ramadan (1984-), syro-canadien, nouvelliste, militant (droits humains)

### S
- Sania Saleh (en) (1935-1985), poétesse
- Fathallah Saqqal (en) (1898-1970), avocat, écrivain, ministre
- Paul Sbath (1887-1945), alépin, prêtre catholique, collectionneur de manuscrits proche-orientaux anciens, Fondation Georges Salem
- Mahmud Shakir (en) (1932-2014), universitaire (histoire du monde musulman)
- Kamal Sido (en) (1961-), kurde, interprète, traducteur, essayiste
- Nihad Sirees (en) (1950-), romancier, scénariste, dramaturge
- Rafiq Subaie (en) (1930-2017), acteur, réalisateur
- Wafa Sultan (1958-), psychiatre américano-syrienne, expatriée de 1989
- Muhammad Surur (en) (1938-2016), islamiste, ancien frère musulman, Mouvement Sahwa

### T
- Zakaria Tamer (1931-), journaliste, nouvelliste
- Georges Tarabichi (1939-2016), traducteur, linguiste, philosophe, critique littéraire, penseur, essayiste
- Ibtisam Ibrahim Teresa (en) (1959-), nouvelliste, romancière
- Tayyeb Tizini (en) (1934-2019), philosophe, universitaire
- Toros Toranyan (tr) (1928-2021), arménien, médecin
- Tarek Alarabi Tourgane (1959-), musicien, chanteur, parolier, d’origine algérienne

### UVWYZ
- Abd al-Salam al-Ujayli
- Shahla Ujayli (1976-), universitaire, romancière
- Baby Varghese (en) (1960 ?), indo-syrien, prêtre syriaque, historien (religion)
- Genan Wakil (en) (1996-), poétesse,
- Dima Wannous (1982-), traductrice, critique littéraire, romancière
- Saadallah Wannous (1941-1997), critique littéraire, dramaturge, Rituel pour une métamorphose
- Samar Yazbek (1970-), journaliste, nouvelliste, romancière, exilée en France (2011)
- Zeina Yazigi (en) (1975-), journaliste, présentatrice TV
- Helîm Yûsiv (1967-), kurde, avocat, nouvelliste, romancier, résident en Allemagne
- Nicola Ziadeh (en) (1907-2006), palestino-libano-syrien, historien, essayiste

## Liste chronologique

### 700
- Ali Sayf al-Dawla (916-967), arabe, chef d’armée de mercenaires, fondateur de l’émirat chiite d’Alep
- Abu-l-Ala al-Maari (973-1057), arabe, poète

### 1000
- Oussama Ibn Mounqidh (1095-1187), prince syrien, soldat, poète, diplomate, historien, Kitab al-I'tibar (en)

### 1200
- Yaqout al-Rumi (1178-1229), érudit, encyclopédiste, géographe, biographe
- Al-Jawbari (en) (-1222)
- Vardan Aigektsi (?-1250), arménien, prêtre, fabuliste

### 1300
- Mohammad bin Ahmad Al-Ba'uni (en) (1374-1466), imam érudit et vertueux, poète, juriste

### 1500
- Dawud al-Antaki (en) (-1597), médecin, pharmacien, aveugle

### 1600
- Ibn al-Imad al-Hanbali (1623-1679), historien, juriste musulman
- Qasim bin Muhammad Al-Bakrji (en) (1683-1756), poète
- Hanna Dyâb (1688-1765 ?), famille chrétienne maronite, moine, voyageur, traducteur des 1001 Nuits…
- Hamid Al Amadi (en) (1692-1756), mufti hanafi, juriste musulman

### 1700
- Denis Chavis (1750-1800 ?, Dīyūnisūs Shāwīsh), un des traducteurs-adaptateurs des ‘’1001 nuits

### 1800
- Abdelkader ibn Muhieddine (1808-1883), émir algérien en exil (1855-1883)
- Abou Khalil al-Qabbani (1835-1903), dramaturge
- Francis Marrache (1835-1873), médecin, poète
- Abdallah Marrache (1839-1900), commerçant, écrivain
- Mariana Marrache (1848-1919), famille melchite, poétesse

### 1850
- Tāhir al-Jazā'irī (1852-1920), d’origine arabo-berbère algérienne, réformateur islamique, érudit, Académie arabe de Damas
- Abd al-Rahman al-Kawakibi (1855-1902), théologien, philosophe, nationaliste arabe, journaliste, essayiste, prisonnier
- Kostaki Homsi (1858-1941, Qustaki al-Himsi), critique littéraire, poète-voyageur, écrivain, Académie arabe de Damas
- Jamal al-Din Qasimi (en) (1866-1914), érudit, pionnier de la renaissance scientifique et religieuse au Levant, restaurateur du Pañchatantra

### 1870
- Hanna K. Korany (1870-1898, Hanna Kasbani Kourani), voyageuse, journaliste, conférencière
- Hachem al-Atassi (1875-1960), politique, président (1936-1939 et 1950-1951 et 1954)
- Muhammad Kurd Ali (1876-1953), intellectuel, journaliste, linguiste, historien, ministre, Académie arabe de Damas
- Farès al-Khoury (1877-1962), politique, député chrétien, ministre, président du parlement, diplomate, franc-maçon

### 1880
- Faiz El-Ghusein (en) (1883-1968), notable bédouin du Hauran, Arménie martyrisée (1917)
- Rahme Haider (en) (1886-1935), ‘’princesse Rahme, éducatrice (États-Unis, Canada)
- Nassib Arida (1887-1946), poète, Mahjar, Ligue de la plume
- Paul Sbath (1887-1945), alépin, prêtre catholique, collectionneur de manuscrits proche-orientaux anciens, Fondation Georges Salem
- Marie 'Ajami (1888-1965), de famille grecque orthodoxe, journaliste, féministe, salonnière

### 1890
- Abdel-Massih Haddad (1890-1963), journaliste, poète, écrivain, Mahjar, Ligue de la plume, journal As-Sayeh
- Khayr al-Din al-Zirikli (en) (1893-1976), poète, historien, diplomate, nationaliste,
- Mustafa al-Shihabi (1893-1968), historien, lexicographe, politique, ministre
- Jamil Mardam Bey (1893-1960), politique
- Fathallah Saqqal (en) (1898-1970), avocat, écrivain, ministre

### 1900
- Munir al-Rayyes (en) (1901-1992), journaliste, éditeur, propagandiste
- Badawi al-Jabal (en) (1903-1981), poète, politique
- Umar Rida Kahhala (en) (1905-1987), historien (monde arabe)
- Nicola Ziadeh (en) (1907-2006), palestino-libano-syrien, historien, essayiste
- Ali Al-Tantawi (1909-1999), universitaire, juriste, écrivain, juge, islamiste

### 1910
- Sa'id al-Afghani (en) (1911-1997), universitaire (langue arabe, littérature), al-Mujaz
- Michel Aflak (1912-1989), politique (Baas), historien, exilé en 1966
- Ulfat Idilbi (1912-2007), romancière, essayiste, conférencière
- Abd al-Salam al-Ujayli

### 1920
- Maqbula al-Shalak (1921-1986), avocate, militante, poétesse, auteure enfance
- Ṣidqī ismail (en) (1924-1972), érudit, romancier, dramaturge, journaliste, Conseil suprême des arts, des sciences humaines et sociales, Union des écrivains arabes
- Mohammad Jumah (en) (1925-2013), médecin, intellectuel, ministre
- Elias Farah (en) (1927-2013), politique (Baas), historien, essayiste, exilé en 1966
- Ali al-Jundi (en) (1928-2009), poète, vers-libriste
- Toros Toranyan (tr) (1928-2021), arménien, médecin

### 1930
- Adonis (1930-), poète, essayiste, critique littéraire, en exil (Liban, France)
- Rafiq Subaie (en) (1930-2017), acteur, réalisateur
- Colette Khoury (1931-), journaliste, enseignante, poétesse, romancière, diplomate
- Zakaria Tamer (1931-), journaliste, nouvelliste
- Kevork Ajemian (en) (1932-1998), libano-arménien, journaliste, romancier, éditeur
- Mahmud Shakir (en) (1932-2014), universitaire (histoire du monde musulman)
- Sadiq Jalal al-Azm (1934-2016), philosophe, universitaire
- Mohammed al-Maghout (1934-2006), poète, dramaturge, scénariste, prisonnier, exilé (Liban)
- Tayyeb Tizini (en) (1934-2019), philosophe, universitaire
- Nadia al-Ghazzi (en) (1935-), juriste, présentatrice TV
- Sania Saleh (en) (1935-1985), poétesse
- Halim Barakat (en) (1936-), romancier, de famille arabe grecque orthodoxe
- Nabil Maleh (1936-2016), poète, peintre, scénariste, réalisateur, producteur
- Haidar Haidar (en) (1936-), romancier, nouvelliste, Le Guépard (1968), Le temps désolé (1973), Un festin pour les algues (1983)...
- Hanna Abboud (en) (1937-), traductrice, mythographe, critique en poésie, Literary Criticism Society of the Arab Writers Union
- Hussein Aoudat (en) (1937-2016), enseignant, journaliste
- Marwan Habash (en) (1938-), politique, prisonnier (1970-1993), mémorialiste, historien
- Ayoub Mansour (en) (1938-2008), nouvelliste, romancier
- Muhammad Surur (en) (1938-2016), islamiste, ancien frère musulman, Mouvement Sahwa
- Mohammed Rateb al-Nabulsi (en) (1939-), universitaire (monde musulman), Nabulsi Encyclopedia of Islamic Science
- Masoud Juni (en) (1939-1991), poète, romancier
- Georges Tarabichi (1939-2016), traducteur, linguiste, philosophe, critique littéraire, penseur, essayiste

### 1940
- Michel Kilo (1940-2021), chrétien, dissident, opposant, prisonnier, exilé (France), Forum démocratique,
- Mamdouh Adwan (en) (1941-2004), poète, critique littéraire, dramaturge
- Firas al-Sawwah (en) (1941-), universitaire (sociologie religieuse, mythologie comparée)
- Saadallah Wannous (1941-1997), critique littéraire, dramaturge, Rituel pour une métamorphose
- Munir Altheeb (en) (1942-), érudit, artiste, historien, critique (art, histoire)
- Lujaina Al Aseel (en) (1946-), peintre, illustratrice, supervision artistique en édition enfance
- Khairy Alzahaby (1946-), romancier, penseur, activiste social-politique libéral indépendant
- Hamida Na'na (1946-), journaliste, féministe
- Riad Ismat (1947-2000), critique, narrateur, écrivain de théâtre, homme politique, diplomate
- Kenainah Diab (en) (1948-), romancière, nouvelliste, auteure enfance
- Moustafa Khalifé (1948-), romancier, autobiographe, essayiste, prisonnier d’opinion (1982-1994), Al Jazeera

### 1950
- Ali al-Abdallah (1950-), journaliste, démocrate, militant droits humains, prisonnier d’opinion (selon Amnest Intl)
- Abdulrazak Eid (en) (1950-), réformiste, en exil européen (Déclaration des 99 (2000), Déclaration des 1000 (2001) et Déclaration de Damas (2005))
- Mariam Faransis (1950-), professeure (linguistique, stylistique) en arabe et en français
- Nihad Sirees (en) (1950-), romancier, scénariste, dramaturge
- Salma Mardam Bey (en) (1950 ?-), de famille turco-syrienne, historienne
- Salwa Al Neimi (1951-), journaliste, poétesse, romancière
- Muhydin Lazikani (en) (1951-), poète, penseur, rédacteur en chef, éditeur
- Haytham Manna (en) (1951-), militant (droits humains), Arab Commission for Human Rights, Conseil démocratique syrien
- Riyad Al-Saleh Al-Hussein (en) (1952-1982), poète et prosateur
- Faisal Khartash (en) (1952-), romancier, nouvelliste
- Hanan Qassab Hassan (en) (1952-), universitaire (théâtre), directeur de théâtre
- Ossama Mohammed (en) (1954-), scénariste, réalisateur
- Ghalia Qabbani (en) (1955 ?), journaliste, nouvelliste, romancière
- Khalil Alrez (en) (1956-), romancier, traducteur, nouvelliste, dramaturge
- Rana Kabbani (en) (1958-), syro-britannique, historienne (culture), journaliste, animatrice et productrice TV
- Wafa Sultan (1958-), psychiatre américano-syrienne, expatriée de 1989
- Ibtisam Ibrahim Teresa (en) (1959-), nouvelliste, romancière
- Tarek Alarabi Tourgane (1959-), musicien, chanteur, parolier, d’origine algérienne

### 1960
- Baby Varghese (en) (1960 ?), indo-syrien, prêtre syriaque, historien (religion)
- Tarafa Baghajati (en) (1961-), politique, islamiste, European Network Against Racism
- Abdul Razzaq al-Mahdi (en) (1961-), islamiste, spécialiste en harith et fatwa
- Kamal Sido (en) (1961-), kurde, interprète, traducteur, essayiste
- Mohamed Habache (1962-), politique, intellectuel, renouveau religieux, enseignant, député, exilé en 2012
- Muhammad al-Yaqoubi (en) (1963-), ouléma,
- Ammar Abdulhamid (en) (1966-), militant droits humains, Tharwa Foundation
- Mahmoud Hasan al-Jasim (en) (1966-), universitaire, romancier
- Omar Kaddour (1966-)[1], journaliste, poète, romancier, en exil (France, 2015)
- Fathallah Omar (en) (1966-), romancier, dramaturge, scénariste
- Helîm Yûsiv (1967-), kurde, avocat, nouvelliste, romancier, résident en Allemagne
- Osama Alomar (en) (1968-), poète, nouvelliste, essayiste
- Khalaf Ali Alkhalaf (en) (1969-), poète, indépendant, organisateur web, Suède/Arabie saoudite/Grèce/Égypte

### 1970
- Samar Al Dayyoub (en) (1970-), enseignante, universitaire, critique, essayiste
- Amal Arafa (en) (1970-), actrice, chanteuse, écrivaine
- Maria Dadouch (en) (1970-), romancière, auteure enfance
- Halla Diyab (en) (1970 ?), scénariste, productrice TV, commentatrice
- Maha Hassan (1970 ?), kurde, journaliste, romancière, en exil à Paris
- Samar Yazbek (1970-), journaliste, nouvelliste, romancière, exilée en France (2011)
- Dima Khatib (1971-), syro-palestinienne, journaliste, traductrice, poétesse, bloggeuse
- Mohamed Ali Abdel Jalil (1973-), traducteur (arabe-français), chercheur, critique, essayiste, calligraphe
- Rosa Yassin Hassan (1974-), romancière, nouvelliste
- Ziad Abdullah (en) (1975-), critique de cinéma, scénariste
- Lina Hawyani al-Hasan (en) (1975-), journaliste, romancière
- Zeina Yazigi (en) (1975-), journaliste, présentatrice TV
- Shahla Ujayli (1976-), universitaire, romancière
- Golan Haji (en) (1977-), poète, kurde, traducteur, kurde, en exil à Paris
- Orwa Nyrabia (1977-), cinéaste, directeur artistique indépendant, militant (droits humains), Prix George-Polk 2014
- Abdulsalam Haykal (en) (1978-), entrepreneur média, éditeur (à Abu Dhabi), activiste, Young Global Leaders
- Darin Ahmad (en) (1979-), artiste peintre, poétesse, web design, rédactrice, (Allemagne)
- Ghayath Almadhoun (en) (1979-), poète, syro-palestino-suédois
- Mansour al-Omari (1979-), journaliste, militant (droits humains), prix PEC 2012, prix Hellman-Hammett 2013

### 1980
- Ahlam al-Nasr (en) (1980 ?), poétesse (de Daesh)
- Dima Alzayat (en) (1980 ?-), nouvelliste
- Nadir Al Zoghbi (en) (1980 ?), nouvelliste, romancier
- Raghda Assan (en) (1980 ?-2021, ou Hassan), militante, opposante, romancière
- Ghamar Mahmoud (en) (1980-), nouvelliste, romancier, dramaturge
- Sana Mustafa (en) (1980 ?), activiste, exilée (Canada), Network for Refugee Voices
- Nedaa Elias (en) (1981-), artiste visuel
- Dima Wannous (1982-), traductrice, critique littéraire, romancière
- Rasha Abbas (1984-), journaliste, nouvelliste, arabe, réfugié en Allemagne
- Firas Fayyad (1984-), photographe, scénariste, réalisateur, producteur
- Danny Ramadan (1984-), syro-canadien, nouvelliste, militant (droits humains)
- Rana Ahmad (1985-), militante (féministe, athée)
- Omar Youssef Souleimane (1987-)[2], poète, romancier

### 1990
- Genan Wakil (en) (1996-), poétesse,